# Pézilla-de-Conflent
Pézilla-de-Conflent är en kommun i departementet Pyrénées-Orientales i regionen Occitanien i södra Frankrike. Kommunen ligger i kantonen Sournia som tillhör arrondissementet Prades. År 2022 hade Pézilla-de-Conflent 37 invånare.

## Befolkningsutveckling
Antalet invånare i kommunen Pézilla-de-Conflent
| Referens: INSEE |